# 線型位相空間
数学における線型位相空間（せんけいいそうくうかん、英語: linear topological space）とは、ベクトル空間の構造（線型演算）とその構造に両立する位相構造を持ったもののことである。係数体は実数体 R や複素数体 C などの位相体であり、ベクトルの加法やスカラー倍などの演算が連続写像になっていることが要請される。線型位相空間においては、通常のベクトル空間におけるような代数的な操作に加えて、興味のあるベクトルを他のベクトルで近似することが可能になり、関数解析学における基本的な枠組みが与えられる。
ベクトル空間の代数的な構造はその次元のみによって完全に分類されるが、特に無限次元のベクトル空間に対してその上に考えられる位相には様々なものがある。有限次元の実・複素ベクトル空間上の、意義のある位相はそれぞれの空間に対して一意的に決まってしまうことから、この多様性は無限次元に特徴的なものといえる。

## 定義
位相体 K 上の線型空間 E で、線型空間としてのベクトル和とスカラー積が連続写像になっているものは線型位相空間とよばれる。すなわち、E は加法
{\displaystyle E\times E\to E;\ (u,v)\mapsto u+v}
に関して位相アーベル群になっており、さらに定数倍写像
{\displaystyle K\times E\to E;\ (r,v)\mapsto rv}
が2変数の写像として連続になっている。係数体 K を明示して位相 K-線型空間などと呼ぶこともある。とくに係数の位相体が実数体である線型位相空間を実線型位相空間、複素数体である線型位相空間を複素線型位相空間という。

### 名称
線型位相空間には下にあげるように様々な呼び方がある。日本語としては『岩波数学事典』(日本数学会編 1985)で用いられている線型位相空間が多く見られ、英語圏では位相ベクトル空間(topological vector space)が用いられている。
- 線型位相空間または線形位相空間（linear topological space）
- ベクトル位相空間（vector topological space）
- 位相線型空間または位相線形空間（topological linear space）
- 位相ベクトル空間（topological vector space）

### 線型位相空間の例
係数体 K 自身は K 上 1 次元の線型位相空間を与えている。実・複素線型位相空間のより非自明な例としてルベーグ p-乗可積分関数の空間 Lp(R) (1 ≤ p ≤ ∞) などのバナッハ空間、とくにヒルベルト空間である自乗可積分な関数の空間 L2(R)や自乗総和可能数列空間 l2(N)、あるいはノルム空間でない例として急減少関数の空間 S(R) やソボレフ空間などがあげられる。

### 連続線型写像
線型位相空間の間の線型写像のうちで、さらに位相空間の間の写像として連続写像になっているものが線型位相空間の対称性を反映していると考えられるが、これらは連続線型写像（れんぞくせんけいしゃぞう、continuous linear function）あるいは有界（線型）作用素（ゆうかいせんけいさようそ、bounded [linear] operator）とよばれる。関数空間上に積分核によって表される作用素
{\displaystyle f(x)\mapsto T_{K}f(y),T_{K}f(y)=\int K(y,x)f(x)dx}
はしばしば有界作用素と見なすことができる。
特定の線型位相空間上の有界作用素のなす代数系は一様収束・各点収束など様々な位相をもち、そのうちいくつかは位相環の構造を与えている。

### 不連続な線型写像
連続線型写像が基本的な写像のクラスを与える一方で、非有界作用素とよばれる、稠密な部分線型空間上で定義された、連続とは限らない線型写像の考察もしばしば問題になる。とくに扱いやすい非有界作用素のクラスに閉作用素がある。非有界作用素の例として、L2R 上、微分可能な関数からなる部分空間で定義された微分写像が挙げられる。

## 双対空間
線型位相空間 E から係数体 K 自身への連続線型写像は連続線型汎関数あるいは単に汎関数（はんかんすう、functional）とよばれる。E の上の連続線型汎関数の空間 E* は E の（連続的）双対空間とよばれる。これは E を（位相を考えない）抽象ベクトル空間としてみたときの、代数的な双対空間 (algebraic dual) HomK(E, K) の部分線型空間になっている。また、滑らかな汎関数が考えられるときには滑らかな双対空間 (smooth dual) を部分空間として含む。
E がノルム空間のとき、双対空間 E* 上に E の単位球上での汎関数の振る舞いをもとにしたノルムを導入することができ E* の上のノルム位相を考えることができる（E* はこのノルムに関して完備になる）。このとき、E は E* の双対空間 E** に自然に埋め込まれていると見なすことができるが、E が無限次元の場合には E と E** はしばしば異なったものになる（双対をとった方が大きい）。E と E** が一致している場合には E は回帰的（反射的, reflexive）であるといわれる。回帰的な空間の例としてヒルベルト空間が挙げられる。
線型位相空間の間の連続線型写像 f: E → F に対してその共役写像が f による引き戻し
{\displaystyle F^{*}\to E^{*};\ \phi \mapsto \phi \circ f}
として定められる。これは双対空間上の妥当な位相に関して連続になる。

### 弱位相
E を線型位相空間、E* をその双対空間とするとき、E 上に考えられる位相で、任意の E* の元がそれに関して連続になるようなもののうち最も粗いものは線型位相空間 E の弱位相とよばれる。E 上で始めに考えていた位相は弱位相との区別のために強位相ともよばれる。弱位相の定義から、強位相は弱位相よりも細かい位相になる。
たとえば、ヒルベルト空間 l2 N の正規直交系は 0 に弱収束している。この例に見られるように、無限次元の空間ではしばしば強位相と弱位相は異なったものになる。より一般に、二つの線型空間のあいだのペアリング（E × F 上の双線型写像） σ が定義されているとき、E 上で線型写像の族 (σ(-, f))f∈F が連続になる限りで最も粗い位相が考えられるが、これは E 上の σ から定まる弱位相とよばれる。σ から定まる弱位相に関して連続な汎関数は F の元によって定められる汎関数に限られている。
とくに、E* と E の間の自然なペアリング E* × E → K から定まる E* 上の弱位相は弱 *-位相ともよばれる。

### 直交空間
E の部分空間 F に対し、E* における F の直交空間が
{\displaystyle \{\phi \in E^{*}\mid \phi |_{F}=0\}}
によって定められる。

### 局所凸位相
実または複素線型位相空間 E の部分集合 S で、任意の2点 x, y ∈ S に対しその間の線分
{\displaystyle \{tx+(1-t)y:t\in [0,1]\}}
を含むようなものは凸集合とよばれる。0 を含むような凸集合 S については、
均衡な凸集合
任意の |λ| ≤ 1 なる数 λ について λS が S に含まれるならば S は均衡 (balanced) であるという。
併呑な凸集合
S の拡大 r.S (r ∈ R) たちが E をおおっているならば S は E を併呑 (absorbent) するという。
という条件を考えることができる。様々な具体的な関数空間に対し、0 近傍系としてこれらの条件を満たすような集合たちからなるものをとることができる。
均衡かつ併呑な凸閉集合を樽という。樽は必ず 0 を含む。
E 上の正実数値写像で、劣加法性 p(x + y) ≤ p(x) + p(y) をもち、スケーリングと両立している p(λx) = |λ|p(x) ものは半ノルムとよばれる。下半連続半ノルム p が与えられたとき、p(x) ≤ 1 によって指定される集合は樽となる。逆に、樽 S が与えられたとき、
p(x) =inf{r ≥ 0 | x ∈ r.S}
によって定められる E から R への写像（ミンコフスキー汎関数）は下半連続半ノルムになる。
0 の近傍の基本系が樽の部分集合族から取れる線型位相空間を局所凸空間という。更に，全ての樽が 0 の近傍となる空間を樽型空間という。局所凸空間の位相は半ノルムの族 (pi)i によって指定されることになる。このような空間に対してハーン・バナッハの定理がなりたち、連続な汎関数が十分に多くあることが示される。

## 発展的な話題

### コンパクト作用素・核型作用素
線型位相空間の間の線型連続写像で、弱収束しているベクトルの列を強収束している列に移すようなものはコンパクト作用素とよばれる。 また、線型位相空間からバナッハ空間へのコンパクト作用素のに対してトレースの有界性にあたる概念が定式化できるが、この有界性が満たされているものは核型作用素とよばれる。
「恒等写像が核型作用素になっている」ような空間は核型空間とよばれる。核型空間の例として急減少関数の空間 S(R) や急減少数列の空間が挙げられる。

### テンソル積
二つの線型位相空間の代数的なテンソル積上に考えられる妥当な位相は一意とは限らず、射影テンソル積や単射テンソル積など自然に定義される様々な位相が考えられる。片方の線型位相空間が核型である場合にはこれらの位相は一致し、テンソル積上の妥当な位相が一意的に定まることになる。

## 歴史
ダフィット・ヒルベルトによる二乗和可能な数列の空間の導入、バナッハら東欧の数学者たちによるノルム空間の研究、アンリ・ルベーグによる積分論の再構成、ローラン・シュヴァルツによる超関数の数学的な定式化、ジャン・デュドネらによる局所凸空間やその双対空間の研究、アレクサンドル・グロタンディークによる核型空間と位相的テンソル積に関する研究などが挙げられる。